# Luigi Pallotti
Luigi Pallotti (né le 30 mars 1829 à Albano Laziale dans le Latium, et mort le 31 juillet 1890 à Rome) est un cardinal italien de la fin du XIXe siècle.

## Biographie
Luigi Pallotti exerce diverses fonctions au sein de la Curie romaine, notamment comme auditeur à la Chambre apostolique. Le pape Léon XIII le crée cardinal lors du consistoire du 23 mai 1887. Le cardinal Pallotti est préfet du Tribunal suprême de la Signature apostolique.

## Source
- Fiche du cardinal sur le site de FIU